# Diaporthe pardalota
Diaporthe pardalota är en svampart som först beskrevs av Jean François Montagne, och fick sitt nu gällande namn av Nitschke ex Fuckel 1870. Diaporthe pardalota ingår i släktet Diaporthe och familjen Diaporthaceae.   Inga underarter finns listade i Catalogue of Life.